# Lucas Radebe
Lucas Valeriu Radebe, južnoafriški nogometaš, * 12. april 1969, Soweto, Južna Afrika.
Radebe je bil v času svoje kariere poznan kot eden najboljših centralnih branilcev na svetu in kot velik ambasador nogometa. Kariero je pričel v Južni Afriki pri moštvu Kaizer Chiefs ter se nato preselil v Anglijo k Leeds Unitedu. Pri Leedsu je ostal celih 11 let oziroma do igralske upokojitve. S preko 200 nastopi danes velja za eno od legend kluba z Yorkshira.
Deloval je kot kapetan tako Leeds Uniteda kot tudi južnoafriške reprezentance, s katero je nastopil na dveh Svetovnih prvenstvih. Na prvenstvu leta 2002 je tudi zadel enega od svojih dveh zadetkov v dresu z državnim grbom. Nelson Mandela je o njem nekoč povedal: »To je moj junak.«

## Zgodnja leta
Radebe se je rodil v soseski Diepkloof barakarskega naselja Soweto, v bližini Johannesburga. Bil je eden od enajstih otrok v družini. Pri 15 letih so ga starši poslali v bantustan Bophuthatswana, da bi ga obvarovali pred apartheidovskim nasiljem, ki je v tistem času pretresalo ves Soweto.
V Bophuthatswani si je čas krajšal z igranjem nogometa, igral je na položaju vratarja.

## Klubska kariera
Kmalu so ga opazili ogledniki Kaizer Chiefsov ter ga pripeljali v klub, sicer kot vezista. Leta 1991 so ga neznanci med sprehodom po ulici ustrelili, a ga niso zadeli na kako kritično mesto. Vzroka za streljanje nikoli niso razjasnili. Radebe je sicer verjel, da je strelca najel nekdo, ki ni želel, da bi se preselil v kak drug klub.
Ta strelski incident je Radebeja še opogumil in čez tri leta se je na željo agenta Marcela Housemana skupaj s še enim južnoafriškim reprezentantom, Philemonom Masingajem, preselil v angleškega prvoligaša Leeds United. Dokončne podrobnosti o prestopu sta ne sestanku določila Houseman in takratni Leedsov trener Howard Wilkinson, uradna odškodnina Kaizer Chiefsom pa je znašala 250.000 britanskih funtov.
Na otoku se je hitro uveljavil, s svojo avtoritativno vlogo v Leedsovi obrambi, delno pa tudi zaradi svojega predhodnega staža pri Kaizer Chiefsih, si je prislužil zvezdniški status in vzdevek »The Chief« (»Šef«). V sezoni 1998/99 so Radebeja v prepoznanje njegovih dobrih predstav in vodstvenih sposobnosti izbrali za kapetana. Kapetanski trak je nosil do leta 2001, ko mu ga je odvzel Rio Ferdinand, ki je v Leeds prestopil iz West Hama za rekordnih 18 milijonov funtov.
Leeds je pod Radebejevim kapetanstvom doživljal zelo uspešne čase, v sezoni 1998/99 je končal na četrtem mestu v državnem prvenstvu ter se s tem kvalificiral v Pokal UEFA. Naslednja sezona je bila še uspešnejša, saj je moštvo končalo na tretjem mestu lestvice v Premier League in se tako uvrstilo v Ligo prvakov. Leta 2000 je utrpel poškodbi kolena in gležnja, kar ga je od nogometnih zelenic oddaljilo za skoraj dve leti. V tem času je tudi zavrnil ponudbi za prestop v Manchester United in A.C. Milan, precej na račun navezanosti na Leeds in na račun močne vezi z navijači. S svojimi igrami je vzbudil tudi zanimanje Rome (tedaj jo je vodil kasnejši selektor angleške reprezentance Fabio Capello). Med drugim je dolgoletni strateg Manchester Uniteda Alex Ferguson izjavil: »Lucas bi moral zanimati vse klube.«  Radebe je kot centralni branilec dosegel zelo malo zadetkov, v dresu Leedsa je v 11 letih dosegel zgolj tri zadetke, pa še to nobenega v državnem prvenstvu. Enega je zabil v FA pokalu proti Oxford Unitedu v sezoni 1997/98, preostala dva pa je dosegel v UEFA pokalu 1999/00, proti beograjskemu Partizanu in moskovskemu Spartaku.

## Upokojitev
Radebe se je od poklicnega nogometa poslovil ob koncu sezone 2005. Za njegovo slovo so v klubu za ekshibicijsko poslovilno tekmo na Elland Road pripeljali številne igralce z vsega sveta, večinoma trenutne in pretekle člane Leeds Uniteda. Odgovorni v klubu so mu tudi ponudili mesto v trenerskem štabu Leedsa.
Radebe je še danes ljubljenec občinstva na Elland Roadu, navijači še po upokojitvi pogosto vzklikajo njegovo ime. Leta 2008 je lokalna pivovarna iz Leedsa javnost pozvala k izbiri imena za njihovo novo znamko piva. Največ predlogov je dobilo ime »Radebeer,« kar kaže na navezanost Leedsovih privržencev do Radebeja.
Radebejeva poslovilna tekma se je odvila 2. maja 2005 pred več kot 37.886 obiskovalci. Končni izid med selekcijama Leeds United XI in International XI je bil 3–7. Z udeležbo so se Radebeju poklonili številni svetovni zvezdniki in legende kluba iz Yorkshira. Med drugim so na tekmi zaigrali Gary McAllister, Vinnie Jones, Jay-Jay Okocha, Mario Melchiot, John Carew, Bruce Grobbelaar, Olivier Dacourt, Nigel Martyn, Gunnar Halle, Neil Sullivan, David Batty, Gary Speed, Gordon Strachan, Gary Kelly, Clyde Wijnhard, Phil Masinga, David Wetherall, Jimmy Floyd Hasselbaink, Tony Yeboah, Paul Robinson, Chris Kamara, Matthew Kilgallon in Eirik Bakke. Radebe je poslovilno tekmo priredil tudi v svoji domovini, na stadionu Kings Park Soccer Stadium v Durbanu, JAR. Končni izid med selekcijama South African Invitation XI in Lucas Radebe All Stars je bil 3–2 v prid prvih. Finančna sredstva, ki so jih organizatorji zbrali na obeh tekmah, so romala za dobrodelne namene.

## Reprezentančna kariera
Radebeja so v južnoafriško reprezentanco prvič vpoklicali leta 1992, na zelenici pa je debitiral 7. julija 1992 proti Kamerunu.
Leta 1996 je bil član reprezentance, ki je osvojila Afriški pokal narodov. Kmalu zatem je postal kapetan Bafane Bafane, kot je vzdevek južnoafriške reprezentance. Kapetanski trak je nosil tako na Svetovnem prvenstvu 1998 kot tudi na Svetovnem prvenstvu 2002, na katerem je bila Južna Afrika v skupini B med drugim tekmec tudi Sloveniji.
Skupaj je Radebe za državno reprezentanco zbral 70 nastopov, na katerih je dosegel 2 zadetka. Dres z državnim grbom je zadnjič nosil 22. maja 2003 na prijateljski tekmi proti Angliji.

### Reprezentančni zadetki
| # | Datum             | Prizorišče             | Nasprotnik | Zadel za | Končni izid | Tekmovanje                    |
| - | ----------------- | ---------------------- | ---------- | -------- | ----------- | ----------------------------- |
| 1 | 17. december 1997 | Rijad, Saudova Arabija | Urugvaj    | 1 – 0    | 3 – 4       | Pokal konfederacij, skupina B |
| 2 | 12. junij 2002    | Daejeon, Južna Koreja  | Španija    | 2 – 2    | 2 – 3       | Svetovno prvenstvo, skupina B |

## Športni duh
Radebe se je udejstvoval kot Fifin ambasador projekta SOS Children's Villages. Za svoj prispevek k boju proti rasizmu v nogometu, kot tudi za svoje delo z južnoafriškimi otroci, je decembra 2000 prejel Fifino nagrado za fair play.
Aprila 2003 je Radebe v sklopu ceremonije ob 10. obletnici Premier League (Premier League 10 Seasons Awards) prejel še Nagrado za prispevek skupnosti. Slednjo si je prislužil s svojim trudom tako na zelenici kot izven nje.

## Razno
Radebe se je leta 2004 uvrstil na 54. mesto SABC3-jevega Seznama 100 največjih Južnoafričanov.
Angleška alternativna rock skupina Kaiser Chiefs je ime dobila po Radebejevem starem klubu. Na člane skupine je imel namreč v mladosti Radebe velik vpliv, saj so bili vsi člani veliki privrženci Leeds Uniteda.
Radebe prijateljuje s Tigerjem Woodsom in redno igra na dobrodelnem golf turnirju Gary Player Invitational, s katerim organizatorji zbirajo sredstva za različne dobrodelne namene, povezane z otroki.
Znano je, da je Radebe prijatelj z bivšim južnoafriškim predsednikom Nelson Mandela. Ta je med nekim obiskom Leedsa svojim podložnikom dejal: "To je moj junak." 
28. avgusta 2006 je Radebe oznanil novico, da potuje nazaj v Leeds, potem ko si ni uspel zagotoviti službe za Svetovno prvenstvo 2010, čeprav so mu predhodno to obljubili. Izjavil je, da je naveličan čakanja na nezanesljive ljudi, ki so mu obljubili mesto v vodstvu južnoafriške reprezentance kot del priprav Južnoafriške nogometne zveze na prihajajoče domače prvenstvo.
Radebejeva žena Feziwe je oktobra 2008 umrla za rakom.
Decembra 2008 so Radebeja zaradi težav s srcem odpeljali v bolnišnico, potem ko se je na lepem zgrudil v telovadnici.
Ena od suit na Leedsovem stadionu Elland Road se v Radebejevo čast imenuje Radebe Entrance (Radebejev vhod).
8. oktobra 2009 je Angleška nogometna zveza oznanila, da bo Radebe kot ambasador pomagal pri promociji angleške kandidature za Svetovno prvenstvo 2018. Slednja naposled ni bila uspešna, saj je organizacijo prvenstva dobila Rusija.
Aprila 2010 je prejel nagrado PFA Merit Award. Ko so mu izročili nagrado, je izjavil: »Nogomet je igral tako pomembno vlogo, saj je dvignil celotno mojo skupnost. Zelo sem ponosen, da so me počastili s to veliko nagrado.«
Med Svetovnim prvenstvom 2010 so Radebeja angažirali pri Daily Telegraphu, za katerega bo pisal komentarje. Za prvenstvo so ga angažirali tudi pri televizijski hiši ITV, za katero je opravljal delo strokovnega komentatorja.
Septembra 2010 je Radebe po izidu svoje avtobiografije z naslovom Lucas od ulic Soweta do nogometnega junaka podpisoval izvode na promocijskem dogodku. Podpisovanje je v Leedsovo trgovino pritegnilo veliko množico. Med polčasom (podpisovanje se je pripetilo ravno na dan tekme med Leeds Unitedom in rivalom Sheffield Unitedom) je Radebe prikorakal na zelenico, medtem ko ga je navdušeno pozdravilo 33.500 navijačev.